# Pleione hookeriana
Pleione hookeriana är en flerårig växtart i släktet Pleione och familjen orkidéer. Den beskrevs först av John Lindley som Coelogyne hookeriana och fick sitt nu gällande namn av William Rollisson.

## Utbredning
Arten förekommer från Himalaya och Tibet till Yunnan, Guangdong och Indokina.